# Linda Larkin
Linda Larkin (Los Angeles, 20 marzo 1970) è un'attrice e doppiatrice statunitense.

## Biografia
Moglie dell'attore e musicista Yul Vazquez, è nota per aver doppiato il personaggio di Jasmine nel film Aladdin, nei suoi sequel e nell'omonima serie animata.

## Filmografia

### Attrice

#### Cinema
- Basquiat, regia di Julian Schnabel (1996)
- Childhood's End, regia di Jeff Lipsky (1996)
- Personals, regia di Mike Sargent (1999)
- Two Ninas, regia di Neil Turitz (1999)
- Final Rinse, regia di Robert D. Tucker (1999)
- Se scappi, ti sposo (Runaway Bride), regia di Garry Marshall (1999)
- My Girlfriend's Boyfriend, regia di Kenneth Schapiro (1999)
- Sai che c'è di nuovo? (The Next Best Thing), regia di John Schlesinger (2000)
- Fear or Fiction, regia di Charlie Ahearn (2000)
- Knots, regia di Greg Lombardo (2004)
- Joshua, regia di George Ratliff (2007)
- You Belong to Me, regia di Sam Zalutsky (2007)

#### Televisione
- Ferris Bueller - serie TV, episodio 1x05 (1990)
- La signora in giallo (Murder, She Wrote) - serie TV, episodio 7x11 (1996)
- Doogie Howser (Doogie Howser, M.D.) - serie TV, episodio 2x25 (1991)
- Almost Home - serie TV, episodio 1x11 (1993)
- Wings - serie TV, episodio 5x03 (1993)
- Evening Shade - serie TV, episodio 4x25 (1994)
- New York News - serie TV, episodio 1x08 (1995)
- Gli uomini della mia vita (Our Son, the Matchmaker), regia di Lorraine Senna - film TV (1996)
- Trinity - serie TV, 2 episodi (1998)
- Baby Einstein - serie TV, episodio 5x04 (2003)
- Law & Order: Criminal Intent - serie TV, episodio 6x16 (2007)

#### Cortometraggi
- Custody, regia di Eva Saks (2000)

### Doppiatrice
- Aladdin, regia di Ron Clements e John Musker (1992)
- Il ritorno di Jafar (The Return of Jafar), regia di Toby Shelton, Tad Stones e Alan Zaslove (1994)
- Aladdin - serie TV, 60 episodi (1994-1995)
- Aladdin on Ice, regia di Steve Binder - film TV (1995)
- Le avventure di Felix il gatto (The Twisted Tales of Felix the Cat) - serie TV, 4 episodi (1995-1996)
- Aladdin e il re dei ladri (Aladdin and the King of Thieves), regia di Tad Stones (1996)
- Magic and Mystery, regia di Rob LaDuca e Alan Zaslove - cortometraggio (1996)
- Hercules - serie TV, episodio 1x57 (1999)
- House of Mouse - Il Topoclub (House of Mouse) - serie TV, episodio 2x12 (2002)
- Disney Princess: Le magiche fiabe - Insegui i tuoi sogni, regia di David Block (2005)
- Sofia la principessa (Sofia the First) - serie TV, episodio 1x12 (2013)
- Ralph spacca Internet (Ralph Breaks the Internet), regia di Phil Johnston e Rich Moore (2018)
- Disney Comics in Motion - serie TV, 2 episodi (2018-2019)